# Zeta (sistema operativo)
Zeta es un sistema operativo para PC desarrollado por yellowTAB desde 2003. Se basa en BeOS 5.
La versión 1.0 fue lanzada el 1 de julio de 2005, con 1.1 siguiendo el 15 de octubre. En abril de 2006 casi simultáneamente se presentó la versión 1.2 y la suspensión de pagos de yellowTAB.
Con la bancarrota de yellowTAB los derechos del Zeta han pasado a Magnussoft, compañía alemana que en septiembre de 2006 presentó la versión 1.2.1 . La siguiente revisión, la 1.5 fue presentada el 28 de febrero de 2007.
Pero el 26 de marzo de 2007 Magnussoft anunció que desde marzo de 2007 dejaba de financiar el desarrollo de dicho sistema operativo por no considerarlo económicamente rentable. Aunque anunció que continuaría distribuyéndolo hasta finales del año 2007. El 5 de abril se anunció que cesaba dicha distribución también, debido a problemas legales con Access Co. que como sucesora de PalmSource posee los derechos de BeOS.